# IC 2194
IC 2194 је спирална галаксија у сазвјежђу Близанци која се налази на листи објеката дубоког неба у Индекс каталогу.
Деклинација објекта је + 31° 20' 4" а ректасцензија 7h 33m 40,2s. Привидна величина (магнитуда) објекта IC 2194 износи 14,2 а фотографска магнитуда 15,1. IC 2194 је још познат и под ознакама MCG 5-18-20, CGCG 147-39, PGC 21285.